# Eforie Sud, Constanța
Eforie Sud este localitatea componentă de reședință a orașului Eforie din județul Constanța, Dobrogea, România. Înainte de Al Doilea Război Mondial localitatea s-a numit Carmen Sylva (pseudonimul artistic al Reginei Elisabeta, 1843-1916). Între 1950-1962 localitatea a purtat numele ceferistului Vasile Roaită. În 1962 localitatea a revenit la denumirea Eforie Sud.

## Istorie
Localitatea Eforie Sud este prima stațiune de pe litoralul românesc, înființată de Ioan Movilă, un boier din părțile Moldovei, la 1899, atunci când s-a pus piatra de temelie a hotelului Movilă. La început stațiunea a purtat numele de Băile Techirghiol-Movilă, mai apoi Băile Movilă sau Techirghiol-Movilă.
Potrivit inserțiunii din publicația turistică „Carmen Sylva”, Ioan Movilă poate fi considerat cu toată certitudinea că este fondatorul stațiunii Eforie Sud, al cărei act de naștere este semnat în ultimul an al secolului al XIX-lea. Ioan Movilă a fost un moșier cu idei înaintate, formate cu ocazia studiilor făcute în Apusul Europei, care a cunoscut stațiunile balneare din Europa, apreciind valoarea terapeutică a nămolului lacului Techirghiol și a razelor solare marine, valoare confirmată de către oamenii din aceste locuri, de legendele locale, de rezultatele obținute de medicii militari care tratau aici pe militarii suferinzi din Divizia Dobrogeană încă din 1894. El a luat hotărârea de a întemeia pe moșia cumpărată, o stațiune balneară între plaja mării și lac, în 1899.
Cu fonduri din exploatarea moșiei sale și cu împrumuturi făcute la băncile vremii, Movilă inițiază aducerea unor medici și chimiști din Viena pentru analiza apei și a nămolului apoi începe construcția celor două hoteluri - azi Hotel Parc și un sanatoriu pentru băi calde de nămol cu 50 de cabine. 
Planurile de construcție sunt făcute și conduse de arhitectul Ivanovici și inginerul Zissu, iar pentru construcție au fost aduși meșteri zidari cu familiile, cum au fost familia Panait și Cristu, cărora le și construiește locuințe provizorii.
În primăvara anului 1902, construcțiile au fost terminate, iar Movilă a întreprins o amplă acțiune de reclamă în țară și peste hotare pentru a atrage vizitatori. Băile și hotelurile au fost deschise în perioada 15 iulie-15 august 1902.
Apoi Ioan Movilă a mai luat hotărârea de a parcela și moșia dintre ape, în locuri de casă, pe care să le vândă cu scopul de a se clădi aici și alte vile și hoteluri pentru turiști.
La 15 ianuarie 1904 Ioan Movilă moare, dar familia condusă de Elena Movilă continuă vânzarea locurilor de casă pe care se construiesc noi vile și hoteluri începând din anul 1905.
În perioada 1903-1906 se construiesc aproximativ 50 de vile și hoteluri ca: vila Colonel Negrea, vila Cleopatra (azi Cupidon), vilele Sachelarie, Călinescu, Smântânescu, Predescu, Flora, hotelul Popovici si vila Ing. Zissu construită alături de hotel Parc, vilă care a fost reparată și refăcută în 1967.
Tot în această perioadă, se construiesc și anexele comerciale ale centrului, clădiri care astăzi sunt locuințe.
În 1909 Eforia Spitalelor Civile din București a înființat pe malul mării, Sanatoriul pentru combaterea tuberculozei osoase la copii, construit provizoriu, cu instalații de băi calde, aplicații de câtaplasme și helioterapie. Până în 1916 a luat ființă în localitate un parc cu flora montată, cu scop recreativ dar și pentru consolidarea terenului nisipos.
În anul 1925 Eforia Spitalelor Civile din București a adus aici pe doctorul Victor Climescu, care după cel de-al doilea război mondial înfăptuiește aici a adevărată școală românească de chirurgie osteo-articulară pentru combaterea tuberculozei osoase.
Peste 50.000 de suferinzi au trecut prin acest sanatoriu până în anul 1968.
Stațiunea Eforie Sud nu a avut străzi până în 1920, deși ea fusese construită, la început, pe baza unui plan de sistematizare întocmit în 1906 de către arhitectul Arta Florescu, membru al familiei Movilă.
Spre vile se mergea pe alei și poteci, care plecau din șoseaua centrala Constanța-Mangalia.
Prin 1920, un om de inițiativă - Constantinescu (i se spunea Căpitanul) a organizat transportul cu pontonul pe lacul Techirghiol. Pontonul era de fapt o plută mare, fixată pe niște bacuri, și mișcată de un motor cu ardere internă, ce făcea 20 de minute de la Techirghiol la Movilă (azi, Eforie Sud), depunându-și pasagerii pe malul unde Ioan Movilă ridicase sanatoriul pentru băi calde și nămol și hotelul menționat.
În septembrie 1916 populația din Movilă este evacuată din stațiune. Hotelurile, vilele și băile rămân la dispoziția armatei germano-bulgare. Construcțiile au stagnat, urmând să fie reluate după 1919.
Încă din 1919 au fost puse bazele societății anonime Techirghiol- Movilă cu scopul de a se vinde locuri de casă formate pe moșia Movilă parcelată, acțiune desfășurată acum sub conducerea lui Sever Movilă, a Artei Florescu și a altor membri ai familiei. Acum se inițiază un nou plan de sistematizare cu locuri de casă între 600 m2 și 1000 m2, iar perimetrul construibil a fost zonal după felul construcțiilor, în zona hoteluri, zona vile, zona obiective comerciale, precum și zona industrială, drumuri, străzi și alei.
Până în 1938 s-au construit în stațiune după acest plan aproximativ 500 vile, hoteluri și case de locuit. Stațiunea ajunge astfel să poată găzdui în 1938 până la 20.000 vizitatori pe sezon.
Profesorii Mrazec și Marius Sturza, apreciind dezvoltarea stațiunii între 1930-1939, precizau într-o prezentare propagandistică că: „Stațiunea balneară «Carmen Sylva» este una dintre cele mai mari stațiuni din țară. Nu există în Europa o stațiune balneară care într-un timp atât de scurt să fi luat un avânt atât de impunător”.
Societatea Movilă construiește clădirea actualelor hale, inițial cu scopul de a servi ca garaje, magazii și locuinței la etaj (între 1930-1939).
După 1939 s-a construit Cazinoul de azi. În 1927 se termină linia de cale ferată și gara, toate asigurate prin munca ieftină a ostașilor din armata căilor ferate, condusă de general Ionescu din cavaleria regală.
Spre sfârșitul perioadei 1920-1935, s-a construit biserica locală și școala, din inițiativa locuitorilor stabili, cu ajutorul familiei Movila, care donează prin societare loturile și contribuie cu materiale și bani.
Conducerea administrativă a fost îndeplinită în perioada 1918-1927 de către Primăria satului Tuzla. În 1928 stațiunea Movilă a devenit comună rurală și i se schimbă numele în Carmen Sylva, iar în 1929 comună urbană . Din 1948, stațiunea s-a numit Vasile Roaită, iar din 1962 numele i s-a schimbat în Eforie Sud.
Apa potabilă a rămas o problemă grea pentru localnici, fiind adusă cu sacaua de la Tuzla sau Cainaci.
în 1955 se începe canalizarea orașului.
Iluminatul electric a pornit cu o mică și costisitoare uzină electrică în 1930, apoi în 1933 a fost construită linia electrică aeriană Constanța-Carmen Sylva, prin care s-a adus curentul electric de la Constanța.

## Economie
Principala activitate economică a orașului o reprezintă turismul, desfășurat în special pe durata sezonului estival. 

## Cultură
Cultura este reprezentată în primul rând prin Liceul "Carmen Sylva". Acesta este printre cele mai bine dotate licee din județul Constanța. Un alt obiectiv cultural înseamnat e Teatrul de Vară. 

## Sport
Tot în Eforie Sud se află și echipa de fotbal a orașului, numită "CS Eforie". Stadionul echipei se află de asemenea tot în Eforie Sud.

## Personalități
- Nicu Constantin (1938-2009), actor
- Andreea Bănică (n. 1978), cântăreață